# Guido Gezelle: Verzamelde Werken
Jubileumuitgave van Guido Gezelle's Volledige Werken was de algemene titel van de tussen 1930 en 1939 gepubliceerde werken van de dichter en schrijver Guido Gezelle, naar aanleiding van de honderdste verjaardag van zijn geboorte.

## Geschiedenis
Midden de jaren twintig werd een Gezellecomité opgericht, met als doel de honderdste verjaardag van de geboorte van Guido Gezelle met luister te vieren. Twee Gezellekenners namen het initiatief om een veelomvattende en wetenschappelijk verantwoorde publicatie te organiseren van alle werken in poëzie of proza, van de hand van degene die zijn bewonderaars de Heer ende Meester noemden. De aan hem toegeschreven politieke geschriften, zoals ze in 't Jaer 30, 't Jaer 70 of allerhande vlugschriften en kiespamfletten waren verschenen, werden hierin niet opgenomen. Evenmin de bijdragen in de door hem opgerichte tijdschriften, Rond den Heerd en Loquela.
Die twee kenners waren priester Aloïs Walgrave, die in 1923-24 een biografie had gewijd aan Gezelle, en priester Paul Allossery, die in 1926 conservator van het nieuwe Guido Gezellemuseum was geworden.
De beide heren stelden het algemeen plan op van een publicatie die uit achttien afzonderlijke boekdelen zou bestaan en zetten zich aan het voorbereiden van enkele van de voorziene delen. Ze deden tevens beroep op een reeks Gezellekenners, aan wie ze elk een  bijzonder boekdeel toevertrouwden. Toen het werk goed vorderde en de eerste publicaties klaar voor het drukken waren, overleed Aloïs Walgrave. Allossery bleef als enige hoofdredacteur het project leiden, maar werd bijgestaan door Frank Baur die een groot aandeel in de onderneming nam, evenwaardig aan dat van Allossery. Tezelfdertijd publiceerde Baur een eigen dundrukuitgave, in één volume, op bijbelpapier, van Gezelles verzameld dichtwerk.
Als uitgever trad de Standaard Boekhandel op, terwijl de druk werd uitgevoerd door de Drukkerij Erasmus in Ledeberg.
De aanzienlijke onderneming werd met groot enthousiasme ingezet, zodat in het jubeljaar al zeven delen waren uitgegeven. Het tempo werd nadien langzamer, zodat het tot 1939 duurde vooraleer het volledige programma was afgewerkt.

## De verzamelde werken
De geschriften van Guido Gezelle werden in elke uitgave omringd door duidingsartikels, geschreven door Gezellekenners, die hierna vermeld worden.
- Kerkhofblommen, 1930.
  - Aloïs WALGRAVE, Boekbeschrijving (blz. 195-203).
  - Paul ALLOSSERY, Bijvoeg (blz. 203-212).
  - Aloïs WALGRAVE & Paul ALLOSSERY, Breedere aantekeningen (blz. 213-268).
  - Paul ALLOSSERY, Aantekeningen bij aanhangsel (blz. 269-281).
- Gedichten, Gezangen  en Gebeden, en Kleengedichtjes, Deel I, 1930.
  - Urbain VAN DE VOORDE, Gezelle en de zuivere poëzie (blz. VII-XXVIII).
  - Paul ALLOSSERY & Frank BAUR, Tekstkritische uitgave en Woordverklaring.
- Gedichten, gezangen en gebeden & Kleengedichtjes, Deel 2, 1930.
  - Paul ALLOSSERY, Bio-bibliografische inleiding, (blz. 1-50).
  - Paul ALLOSSERY, Breedere tekstkritische en verklarende aantekeningen (blz. 51-181).
  - Paul ALLOSSERY, De Bundel Kleengedichtjes. Bio-Bibliografische inleiding (blz. 183-202).
  - Paul ALLOSSERY, Breedere tekstkritische en verklarende aantekeningen (blz. 203-295).
- The Song of Hiawatha, 1930.
  - Jac. van GINNIKEN, s.j., Rythme en versmaat bij Guido Gezelle (blz. VIII-XVI).
  - Frank BAUR, Bio-bibliografische inleiding (blz. 198-205).
  - Frank BAUR, Breedere aantekeningen (blz. 271-297).
- Dichtoefeningen, 1930.
  - August VERMEYLEN, Gezelle's betekenis (blz. IX-XIII).
  - Frank BAUR, Bio-bibliografische betekenis (blz. 207-261).
  - Frank BAUR, Breedere tekstkritische en verklarende aanteekeningen (blz. 261-304).
- Liederen, gedichten en reliqua, 1930.
  - Jeroom MAHIEU, Guido Gezelle, een mystieke Godschouwer (blz. VII-XXVIII).
  - Paul ALLOSSERY & Frank BAUR, Tekstkritische uitgave en woordverklaring.
  - Paul ALLOSSERY, Bio-bibliografische inleiding (blz. 160-170).
  - Paul ALLOSSERY, Bredere tekstkritische en verklarende aanteekeningen (blz. 171-244).
- Tijdkrans, 1931, 2 delen.
  - Jan DE  CUYPER, De bundel 'Tijdkrans'. Bio-bibliografische inleiding (in Deel 2, blz 109-128).
  - Jan DE CUYPER, Breedere tekstkritische en verklarende aantekeningen(in Deel 2, blz. 129-264).
- Rijmsnoer, Deel I, 1931.
  - Jacques VAN GINNIKEN, Rythme en versmaat bij Guido Gezelle (blz. VII-XXXVII)
  - Frank BAUR, Tekstkritische uitgave en verklaring.
- Rijmsnoer, Deel II, 1932.
  - Frank BAUR, Bio-bibliografische inleiding (blz. 171-227).
  - Frank BAUR, Breedere tekstkritische en verklarende aantekeningen (blz. 229-304).
- Van den kleenen hertog, 1932.
  - Dirk COSTER, Guido Gezelle (blz. VII-XVII).
  - Frank BAUR, Bio-bibliografische inleiding (blz. 75-120).
  - Frank BAUR, Tekstkritische en verklarende aanteekeningen" (blz. 121-166).
- Uitstap in de Warande, 1934.
  - Paul ALLOSSERY, Tekstkritische aantekeningen (blz. 151-198).
  - Frank BAUR Woordverklaringen (blz. 199-216).
  - Paul ALLOSSERY, Bio-bibliografische inleiding (blz. 217-236).
  - Paul ALLOSSERY, Bijzondere aantekeningen (blz. 237-267).
- De doolaards in Egypten, 1934.
  - Paul ALLOSSERY, Tekstkritische aantekeningen (blz. 153-215).
  - Frank BAUR Woordverklaringen (blz. 216-237).
  - Paul ALLOSSERY, Bio-bibliografische inleiding (blz. 239-259).
  - Paul ALLOSSERY, Bijzondere aantekeningen (blz. 261-267).
- Goddelijke beschouwingen naar het Latijn van Mgr. Waffelaert, 1935.
  - Paul ALLOSSERY, ''Tekstkritische aantekeningen (blz. 195-206).
  - Paul ALLOSSERY, Bio-bibliografische inleiding (blz. 207-220).
- Laatste Verzen, 1936.
  - Willem KRAMER, Gezelle's plastiek, (blz.VII-XXIX)
  - Frank BAUR, Bio-bibliografische inlediding (blz. 285-308).
  - Frank BAUR, Breedere tekstkritisched en verklarende aantekeningen (blz. 309-402).
- Brieven van, aan en over Gezelle, Deel I, Briefwisseling Gezelle - Van Oye, 1937.
  - René VERDEYEN, Guido Gezelle en Eugeen Van Oye (blz. VII-XXV).
  - René VERDEYEN, Tekstkritische en verklarende aantekeningen bij de brieven van Gezelle (blz. 223-235).
  - Frank BAUR, Tekstkritische en verklarende aantekeningen bij de brieven van Van Oye (blz. 237-243).
  - Frank BAUR, Breedere aantekeningen (blz. 246-261).
- Brieven van, aan en over Guido Gezelle, Deel II, Uit velerlei briefwisseling, 1939.
  - Frank BAUR bezorgde deze uitgave, echter zonder tekstkritische en verklarende aantekeningen.